# Lucterio

La guerra de las Galias

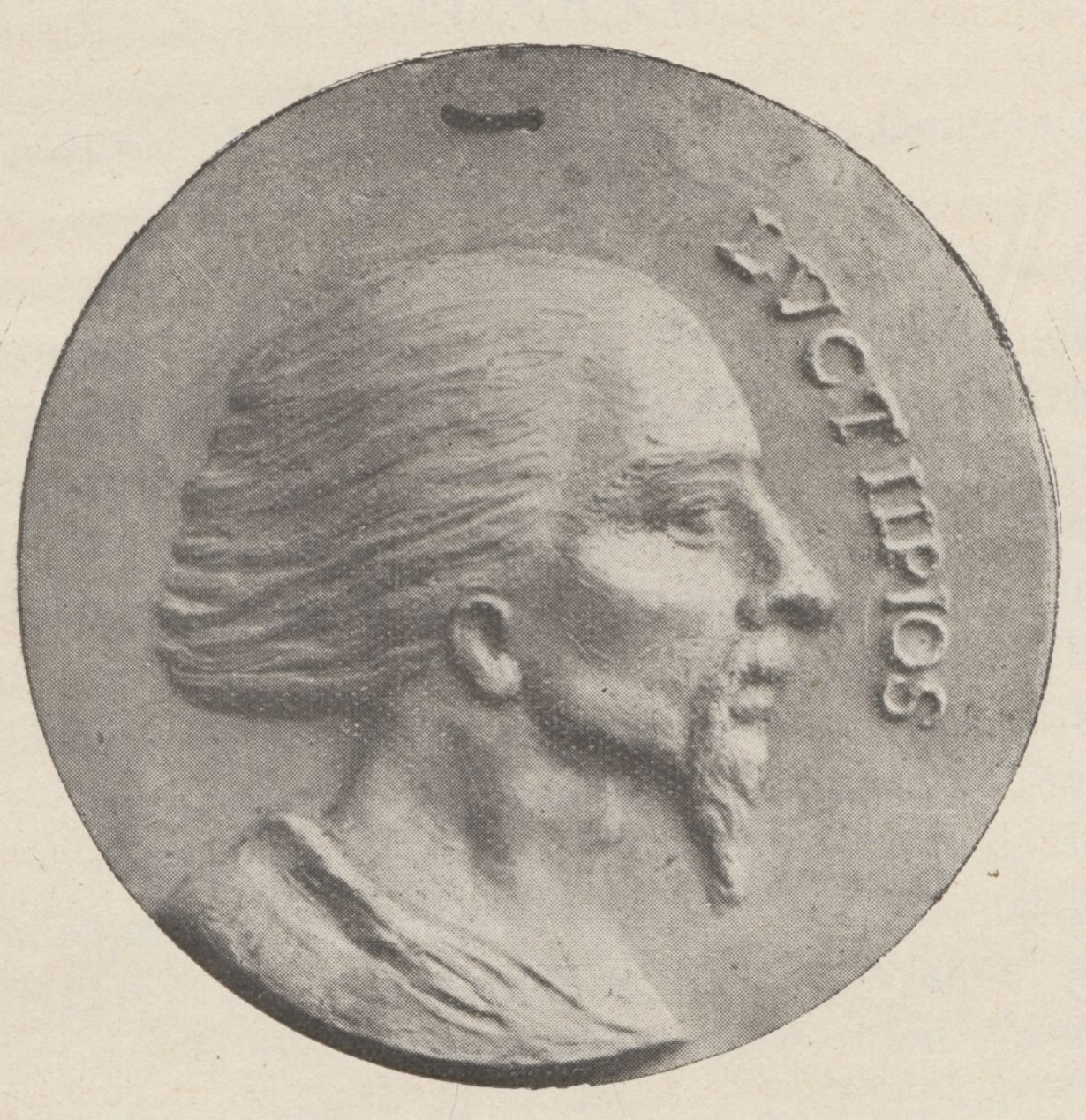

Lucterio (en latín Lucterius) era un jefe galo de los cadurcos (Cadurci, pueblo que habitaba en la actual región de Cahors y de Quercy), el último junto con el senón Drapes en resistirse a la invasión de los romanos con Julio César a finales de la guerra de las Galias.
Se le conoce gracias a los Comentarios a la guerra de las Galias de César. Lucterio se unió en el año 52 a. C. a la causa de Vercingétorix que «envió a los rutenos, con un grupo de tropas, al cadurco Lucterio, hombre de rara intrepidez». Él «se ganó a este pueblo para los arvernos. Siguió hacia los nitióbroges y los gábalos, recibió de cada pueblo rehenes, y, habiendo reunido una fuerte tropa, pretendió invadir la Provincia, en dirección a Narbona». César reforzó sus posiciones y Lucterio renuncia a atravesar el monte Cevena en invierno. Más tarde,Lucterio participó en el sitio de Alesia y en la derrota gala.
Hircio historiógrafo de Julio César, relara el sitio de Uxeloduno, plaza fuerte perteneciente a los cadurcos cuya posición geográfica es objeto de controversia. Un año después de la rendición de Vercingétorix en Alesia, Lucterio y Drapes el senón (de Sens) reunieron sus fuerzas con la renovada intención de invadir la Provincia. Amenazados por las legiones de Caninio, se refugiaron en el oppidum de Uxeloduno después de ser abastecido de grano. César intervino en persona y toma la villa privándola de agua. Vencido, Lucterio busca refugio con el jefe arverno Epasnacto, que aliado con el Imperio romano, lo entrega a César. 